# Le Pont-Chrétien-Chabenet
Le Pont-Chrétien-Chabenet és un municipi francès, situat al departament de l'Indre i a la regió de Centre – Vall del Loira. L'any 2007 tenia 939 habitants.

## Demografia

### Població
El 2007 la població de fet de Le Pont-Chrétien-Chabenet era de 939 persones. Hi havia 425 famílies, de les quals 139 eren unipersonals (64 homes vivint sols i 75 dones vivint soles), 163 parelles sense fills, 107 parelles amb fills i 16 famílies monoparentals amb fills.
La població ha evolucionat segons el següent gràfic:
Habitants censats

### Habitatges
El 2007 hi havia 544 habitatges, 428 eren l'habitatge principal de la família, 72 eren segones residències i 44 estaven desocupats. 523 eren cases i 17 eren apartaments. Dels 428 habitatges principals, 260 estaven ocupats pels seus propietaris, 153 estaven llogats i ocupats pels llogaters i 15 estaven cedits a títol gratuït; 5 tenien una cambra, 31 en tenien dues, 114 en tenien tres, 167 en tenien quatre i 111 en tenien cinc o més. 367 habitatges disposaven pel capbaix d'una plaça de pàrquing. A 199 habitatges hi havia un automòbil i a 189 n'hi havia dos o més.

### Piràmide de població
La piràmide de població per edats i sexe el 2009 era:
| Homes | Edats   | Dones |
| ----- | ------- | ----- |
| 0     | 95 o +  | 0     |
| 0     | 90 a 94 | 4     |
| 4     | 85 a 89 | 8     |
| 0     | 80 a 84 | 12    |
| 16    | 75 a 79 | 44    |
| 28    | 70 a 74 | 12    |
| 44    | 65 a 69 | 20    |
| 32    | 60 a 64 | 44    |
| 24    | 55 a 59 | 56    |
| 8     | 50 a 54 | 20    |
| 24    | 45 a 49 | 28    |
| 20    | 40 a 44 | 24    |
| 24    | 35 a 39 | 20    |
| 40    | 30 a 34 | 20    |
| 52    | 25 a 29 | 44    |
| 12    | 20 a 24 | 16    |
| 8     | 15 a 19 | 12    |
| 32    | 10 a 14 | 24    |
| 16    | 5 a 9   | 28    |
| 8     | 0 a 4   | 16    |

## Economia
El 2007 la població en edat de treballar era de 588 persones, 418 eren actives i 170 eren inactives. De les 418 persones actives 373 estaven ocupades (206 homes i 167 dones) i 45 estaven aturades (22 homes i 23 dones). De les 170 persones inactives 70 estaven jubilades, 37 estaven estudiant i 63 estaven classificades com a «altres inactius».

### Ingressos
El 2009 a Le Pont-Chrétien-Chabenet hi havia 434 unitats fiscals que integraven 888,5 persones, la mediana anual d'ingressos fiscals per persona era de 16.335 €.

### Activitats econòmiques
Dels 42 establiments que hi havia el 2007, 1 era d'una empresa alimentària, 6 d'empreses de fabricació d'altres productes industrials, 9 d'empreses de construcció, 3 d'empreses de comerç i reparació d'automòbils, 2 d'empreses de transport, 5 d'empreses d'hostatgeria i restauració, 3 d'empreses immobiliàries, 8 d'empreses de serveis, 1 d'una entitat de l'administració pública i 4 d'empreses classificades com a «altres activitats de serveis».
Dels 12 establiments de servei als particulars que hi havia el 2009, 1 era una oficina de correu, 2 tallers de reparació d'automòbils i de material agrícola, 1 paleta, 1 guixaire pintor, 3 fusteries, 1 electricista, 2 perruqueries i 1 restaurant.
L'únic establiment comercial que hi havia el 2009 era una fleca.
L'any 2000 a Le Pont-Chrétien-Chabenet hi havia 4 explotacions agrícoles que ocupaven un total de 684 hectàrees.

## Equipaments sanitaris i escolars
El 2009 hi havia una escola elemental.

## Poblacions més properes
El següent diagrama mostra les poblacions més properes.